# Svarttjärnen (Älvdalens socken, Dalarna, 679555-137857)
Svarttjärnen är en sjö i Älvdalens kommun i Dalarna och ingår i Dalälvens huvudavrinningsområde.